# Jorge, Príncipe de Saxe-Meiningen
Jorge III, Príncipe de Saxe-Meiningen (11 de outubro de 1892 - 6 de janeiro de 1946) foi o chefe da casa de Saxe-Meiningen de 1941 até sua morte.

## Biografia
Jorge nasceu em Kassel, o filho mais velho do príncipe Frederico João de Saxe-Meiningen (1861-1914) e da condessa Adelaide de Lippe-Biesterfeld (1870-1948). Seu pai era filho do duque Jorge II de Saxe-Meiningen e da princesa Feodora de Hohenlohe-Langenburg. Sua mãe era filha de conde Ernesto de Lippe-Biesterfeld e da condessa Karoline de Wartensleben. Jorge estudou Direito na Universidade de Munique e na Universidade de Jena. 

## Casamento e filhos
Ele casou-se com a baronesa Klara Maria von Korff genannt Schmissing-Kerssenbrock (31 de maio de 1895 - 10 de fevereiro de 1992) em Freiburg im Breisgau em 22 de Fevereiro de 1919. Eles tiveram quatro filhos:
| Nome                       | Nascimento             | Morte                            | notas                                                                                 |
| -------------------------- | ---------------------- | -------------------------------- | ------------------------------------------------------------------------------------- |
| Príncipe Antônio Ulrico    | 23 de dezembro de 1919 | 20 de maio de 1940 (20 anos)     | Morto em ação na Albert-sur-Somme durante a Segunda Guerra Mundial.                   |
| Príncipe Frederico Alfredo | 5 de abril de 1921     | 18 de setembro de 1997 (76 anos) | Renunciado a sucessão permitindo que passe para seu tio. Um monge cartuxo desde 1953. |
| Princesa Maria Isabel      | 18 de dezembro de 1922 | 31 de março de 1923 (3 meses)    |                                                                                       |
| Princesa Regina            | 6 de janeiro de 1925   | 3 de fevereiro de 2010 (85 anos) | casou com Oto, Príncipe Herdeiro da Áustria em 1951.                                  |